# کیخسرو پورناظری
کیخسرو پورناظری (زادهٔ ۷ خرداد ۱۳۲۳ در کرمانشاه) موسیقی‌دان نوازنده و آهنگساز اهل ایران است.

## زندگی
کیخسرو پورناظری در ۷ خرداد سال ۱۳۲۳ در محله برزه‌دماغ در کرمانشاه متولد شد. پدرش، پرویز پورناظری، معروف به حاجی‌خان از شاگردان علینقی وزیری، درویش‌خان و مادرش، پورانداخت سرحددار، مدیر دبیرستان دخترانهٔ پوراندخت کرمانشاه و اولین زن دیپلمه در این شهر بود. پورناظری از کودکی موسیقی را با ساز تار شروع کرد و نزد پدر کتاب‌های هنرستان موسیقی، آثار وزیری و ردیف موسیقی سنتی ایران را فرا گرفت. شعر و ادبیات کهن فارسی را از مادرش آموخت و از شاعرانی چون غلامرضا کیوان سمیعی و یدالله بهزاد کرمانشاهی را درک کرد.
وی در رشتهٔ مهندسی راه و ساختمان به تحصیل پرداخت و در سال سوم آن را رها کرد، چرا که آن را با حال و هوای خود هماهنگ ندید. پس از آن وارد رشته موسیقی در دانشکده هنرهای زیبای دانشگاه تهران شد. وی بعدها با حضور در کلاس‌های غلامرضا دادبه، به مدت ۱۲ سال تاریخ و فرهنگ ایران باستان را نزدش آموخت. پورناظری در سال ۱۳۵۱ به عنوان کارشناس موسیقی در وزارت فرهنگ و هنر وقت به گردآوری و بازسازی نغمه‌های موسیقی کردی و سنتی پرداخت و سرپرستی ارکستر کردی و سنتی را تا سال ۱۳۵۷ به عهده داشت.
کیخسرو پورناظری در سال ۱۳۵۹ گروه تنبور شمس را بنیان نهاد که این کار، راهی نوین را برای نگاه به گروه‌نوازی موسیقی تنبور پیش اهل موسیقی نهاد. از این منظر کاری را که کیخسرو پورناظری با ساز تنبور کرد می‌توان بعدها با تجربه گروه کامکارها در نوسازی موسیقی کردی مقایسه نمود.
حاصل این گروه آلبوم «صدای سخن عشق» با صدای شهرام ناظری بود. بعدها پورناظری آثاری چون «حیرانی»، «مطرب مهتاب رو» را با ناظری کار کرد و البته در این میان برخی از آثار همانند تصنیف مردان خدا را هم با جلال‌الدین محمدیان به صحنه برد.
پورناظری در سال‌های میانی دهه ۱۳۷۰ به اتفاق فرزندانش، تهمورس و سهراب تحولی جدی‌تر در گروه شمس را کلید زد که حاصل آن اجرای بیش از ۳۰۰ کنسرت در داخل و خارج از ایران بود. این گروه آثاری چون «مستان سلامت می‌کنند» با صدای بیژن کامکار و «پنهان چو دل» با صدای حمیدرضا نوربخش را هم انتشار عمومی داده است. کیخسرو پورناظری هم‌اکنون مدیریت آکادمی موسیقی پورناظری را در شهر تهران بر عهده دارد. دو فرزند کیخسرو پورناظری به نام تهمورس و سهراب پورناظری نیز به فعالیت‌های موسیقی پرداخته‌اند.

## آلبوم‌ها
| آلبوم‌ها            | آلبوم‌ها    | آلبوم‌ها                                            | آلبوم‌ها | آلبوم‌ها                                  | آلبوم‌ها                   | آلبوم‌ها   | آلبوم‌ها |
| ------------------ | ---------- | -------------------------------------------------- | --- | ---------------------------------------- | ------------------------- | --------- | --- |
| نام آلبوم          | سال انتشار | آهنگساز                                            | نوازنده/گروه | خواننده                                  | ناشر                      | تعداد ترک | توضیحات |
| ازدوار چرخ         | ۱۳۹۷       | کیخسرو پورناظری                                    | کیخسرو پورناظری | -                                        | ایران گام                 |           | |
| بر سماع تنبور      | ۱۳۹۳       | کیخسرو پورناظری ، تهمورس پورناظری ، سهراب پورناظری | تنبور: کیخسرو پورناظری، تهمورس پورناظری، سهراب پورناظری، پوریا پورناظری، ندا خاکی، کاوه گرایلی، نیکناز میرقلمی، سحر افشار، علیرضا جوادی، خورشید دادبه سایر نواگران: امی ویل کینز، آروین، حسین رضایی نیا، روبین واسی، شهاب پارنج، همایون نصیری                         | علیرضا قربانی                            | ایران گام                 | ۱۴        | بر سماع تنبور اثری است از گروه شمس و علیرضا قربانی. اشعار به غیر از یکی که از سلمان ساوجی انتخاب شده‌اند همگی از مولوی بوده‌اند.                                                                            |
| قطره‌های باران      | ۱۳۹۳       | کیخسرو پورناظری ، تهمورس پورناظری ، سهراب پورناظری | تهمورس پورناظری، سهراب پورناظری، مهیار طریحی، کاوه گرایلی، امی ویلکینز، استفنی بیبو، فیلیپ برزینا، پیام طونی، تینا جامه گرمی، امید اسدی، سورن ساتر، اسکات پادن، شهاب پارنج، همایون نصیری، آیین مشکاتیان، سایوری شفیعی، آرین کشیشی                                     | علیرضا قربانی                            | سروش                      | ۱۲        | این آلبوم بر روی اشعاری از پرتو کرمانشاهی و مولانا و محمد علی بهمنی ساخته شده است. |
| مطرب مهتاب رو      | ۱۳۸۶       | کیخسرو پورناظری                                    | تنبور: کیخسرو پورناظری، علی اکبر مرادی | شهرام ناظری                              | شرکت فرهنگی و هنری بیستون | ۶         | تصنیف مهتاب‌رو از جمله تصنیف‌های این آلبوم همراه با اشعار مولوی است. |
| پنهان چو دل        | ۱۳۸۶       | کیخسرو پورناظری ، تهمورس پورناظری                  | کیخسرو پورناظری، تهمورس پورناظری ، سهراب پورناظری، حمیدرضا تقوی، حسین رضایی نیا، شهاب پارنج، کاوه گرایلی، ندا خاکی، روبین واسی، ارسلان کامکار، بردیا کیارس، عماد نکوئی، کریم قربانی، علیرضا خورشیدفر، محمدرضا عقیلی، جمشید عندلیبی، مجید اخشابی                       | حمیدرضا نوربخش                           | سروش                      | ۱۱        | تصنیف «مگذار و مگذر» از جمله تصنیف‌های این آلبوم است. در این آلبوم گروه شمس نوازندگی کرده‌اند و البته در این آلبوم سازهای ملی استفاده شده است و مانند اکثر آلبوم‌های گروه شمس از ساز تنبور استفاده نشده است. |
| نیشتمان            | ۱۳۸۰       | کیخسرو پورناظری                                    | سهراب پورناظری، حمیدرضا تقوی، روبین واسی، حسین رضایی نیا، شهاب پارنج، ندا خاکی، کاوه گرایلی، تهمورس پورناظری، مارینا شابالا، کونستیانتین تیسکو، اولکسی کولیسکو، آبو وچا، آلینا شولوخ، الکساندر بوبوش کو، ناتالیا ریپیانسکایا، آناکوزینا، ایوان موخا، ی وگن اسمالتسوگا | نجمه تجدد، مریم ابراهیم پور، ندا خاکی    | انتشارات «مهر پویان نوا   | ۸         | «نیشتمان» نام آلبوم موسیقی محلی کردستان است و اشعار این مجموعه همگی منتخبی از ترانه‌های فولکلوریک و به زبان کردی است.                                                                                      |
| افسانه تنبور       | ۱۳۸۰       | کیخسرو پورناظری                                    | کیخسرو پورناظری، تهمورس پورناظری، سهراب پورناظری، افشین رامین، داوود عزیزی، کامران حسینی، بیژن کامکار | بیژن کامکار                              | انتشارات سروش             | ۸         | این آلبوم که اشعار آن از مولوی و حافظ انتخاب شده است، براساس موسیقی گروه نوازی تنبور آهنگسازی و توسط گروه تنبور به سرپرستی پورناظری اجرا شده است. قطعات شامل چند قطعه باکلام و بی کلام می‌باشد             |
| مستان سلامت می‌کنند | ۱۳۷۸       | کیخسرو پورناظری ، تهمورس پورناظری                  | کیخسرو پورناظری، تهمورس پورناظری، سهراب پورناظری، داوود عزیزی، کاوه ونداد، ندا خاکی، پوریا پورناظری، ارسلان کامکار، همایون شجریان، بیژن کامکار، اردشیر کامکار، ارژنگ کامکار، مجید اخشابی ، شاهو اندلیبی، شهاب فیاض                                                    | بیژن کامکار، نجمه تجدد، مریم ابراهیم پور | ایران گام                 | ۷         | مستان سلامت می‌کنند یکی از آلبوم‌های موسیقی برای تنبور است. این آلبوم با خوانندگی ۳ نفر اجرا شده است. |
| حیرانی             | ۱۳۷۵       | کیخسرو پورناظری                                    | کیخسرو پورناظری، تهمورس پورناظری، سهراب پورناظری، عبدالرضا رهنا، حسن ابدالی، قاسم طالبی، ایرج معروفی، کامران حسینی، سیاوش ناظری، حافظ ناظری | شهرام ناظری                              | هم آواز آهنگ              | ۶         | بخشی از این آلبوم به زبان فارسی و بخشی دیگر به زبان کردی است. |
| صدای سخن عشق       | ۱۳۶۲       | کیخسرو پورناظری                                    | سید خلیل عالی نژاد، گل نظر عزیزی، علی اکبر مرادی، سیاوش نورپور، سید، فرامرز رعنایی، عبدالرضا رهنما، کیخسرو پورناظری، فرشید عندلیبی | شهرام ناظری                              | آوای نوین                 | ۶         | صدای سخن عشق آلبومی است از شهرام ناظری که بخشی از آن به زبان فارسی و تعدادی از اشعار آن به زبان کردی خوانده شده است.                                                                                      |

## کنسرت‌ها
1. کنسرت گروه شمس و همایون شجریان در تئاتر شهر پاریس، زمستان ۱۳۹۸[۲۰]
2. کنسرت گروه شمس و همایون شجریان در فستیوال Bozar در بلژیک، زمستان ۱۳۹۸[۲۱]
3. اجرای گروه شمس در فستیوال موسیقی (FES) در مراکش، تابستان ۱۳۹۷[نیازمند منبع]
4. اجرای گروه شمس و همایون شجریان در فستیوال موسیقی عرفانی قونیه، پاییز ۱۳۹۷[نیازمند منبع]